# Eric Defoort
Eric Defoort (Ieper, 27 juni 1943 – Gentbrugge, 16 december 2016) was een Belgische hoogleraar en politicus.

## Levensloop

### Jeugd
Reeds als tiener was hij geëngageerd in de Vlaamse Beweging, meer bepaald in het Algemeen Diets Jeugdverbond. Als student geschiedenis aan de Katholieke Universiteit Leuven was hij bevriend met onder meer Frans Verleyen en Jaak Vandemeulebroucke. Met deze laatste was hij ook actief in de Vlaams-Nationale Studentenunie (VNSU).
Hij werd in 1965 licentiaat in de moderne geschiedenis aan de KU Leuven met de verhandeling De Staten van West-Vlaanderen (1787-1791). In 1975 behaalde hij aan dezelfde universiteit een doctoraat in de geschiedenis met de verhandeling Een Belgisch reactionair katholicisme. Maurras en de Action Française binnen het Belgische Franstalige katholicisme, 1898-1926.

### Professionele carrière
Eric Defoort was eerst leraar in Brussel, werd in 1968 bibliothecaris aan de KULAK, waar hij in 1972 de "Bibliotheek De Franse Nederlanden" oprichtte en uitbouwde. Hij werd in 1982 hoogleraar geschiedenis en hoofdbibliothecaris aan de Katholieke Universiteit Brussel (KUB - sinds 2013 onderdeel van de KU Leuven).
Vanuit de Vlaamse Beweging en de Volksunie evolueerde hij begin jaren 1980 via de Doorbraak-operatie van Karel Van Miert naar de jonge SP. Begin jaren 1990 dook hij terug vaker op in Vlaamsgezinde kringen, niet het minst in de Vlaamse Volksbeweging en haar tijdschrift Doorbraak, maar ook in de Volksunie. In 1996 werkte hij ook mee aan het Vlaams-progressieve project Sienjaal van Norbert De Batselier en Maurits Coppieters. Hij was de laatste ondervoorzitter van de Volksunie van 1998 tot 2001 en bereidde, samen met onder meer Geert Bourgeois en Bart De Wever in de Oranjehofgroep de latere N-VA voor in de groep 'Vlaams-Nationaal' tegenover de Toekomstgroep die later Spirit zou worden.
In 2003 legde hij al zijn partijpolitieke functies neer na een conflict met Geert Bourgeois en Matthias Storme over een plaats in de Senaat. Andere argumenten die hij aanhaalde waren de aanvaring over de Palestijnse kwestie en het feit dat de partij de werkgeversorganisaties te veel achternaliep.
Van oktober 2007 tot augustus 2009 was hij algemeen voorzitter van de Vlaamse Volksbeweging (VVB). Een jaar voor het einde van zijn mandaat nam hij er ontslag, omdat zijn linkse denkbeelden botsten met het grotendeels rechtse militantenkader van de vereniging. Enkele uitspraken over het Vlaams Belang werden hem er niet in dank afgenomen. Hij was ook een van de auteurs van het in februari 2008 verschenen manifest van de Gravensteengroep, een groep van eerder progressieve academici, publicisten e.d. die pleitten voor meer Vlaamse autonomie.
Op 22 januari 2010 werd hij reeds voor de tweede keer verkozen als lid van de raad van bestuur van de VRT. In 2014 werd het mandaat nogmaals verlengd.
Sinds januari 2015 was hij lid van de Raad van Bestuur van de KU Leuven.
Op 26 maart 2010 werd hij op de algemene vergadering van de Europese Vrije Alliantie in Venetië verkozen tot nieuwe voorzitter. Hij volgde in die functie Nelly Maes op.
Tijdens de lokale verkiezingen 2012 stond hij op de 48 plaats op de Gentse N-VA-lijst.
Eric Defoort is de vader van de Gentse historicus Hendrik Defoort.
Defoort overleed op 16 december 2016.